# 10000 (število)
10000 (desét tisoč) je naravno število, za katero velja 10000 = 9999 + 1 = 10001 - 1.
Mnogi jeziki imajo za to število posebno besedo, npr. angleško myriad (iz grške besede starogrško μύριοι: myrioi), hebrejsko רבבה (revava) ali japonsko 万/萬 - man, ki po navadi pomeni nepredstavljivo oziroma neskončno veliko število.